# Tragedia del balneario Áfrika
La tragedia del balneario Afrika fue un desastre natural ocurrido en una playa de Villa Gesell, provincia de Buenos Aires, Argentina el día 9 de enero de 2014. Fue la caída de un rayo que provocó la muerte de cuatro personas.

## Desarrollo
A horas de la tarde empezaba una típica tormenta de verano en Villa Gesell. En medio de la misma, repentinamente se vio el destello y el estruendo de un rayo; se improvisó un operativo de rescate y asistencia de las víctimas. Guardavidas, empleados y varias personas que veraneaban en el lugar cooperaron en medio de la tormenta, mientras familias enteras huían del parador.
Las víctimas estaban todas en la arena. Fuera del mar y cerca o bajo las carpas de la primera fila. El rayo había impactado en la zona de carpas del Balneario Afrika. Afrika es un balneario popular de Gesell, abierto en 1964. Inmediatamente, tras el incidente, los medios informativos sacudieron el lugar.
Fuentes policiales estiman que el rayo cayó a las 16:45 de la tarde en la intersección de la calle 123 y la Costanera. Osvaldo García, propietario del balneario vecino, pudo ver al menos tres cuerpos en la calle antes de que fueran trasladados, pero estimó que el número de fallecidos crecería. Vicente Martone, dueño del Balneario Dalí, ubicado al lado de Áfrika, aseguró que en realidad fueron tres los rayos que impactaron en la zona. El dueño del Áfrika expresó que al empezar la tormenta, se escuchó una explosión, que no fue en las carpas; que no había gente adentro del agua, que asistieron a los heridos de inmediato, y que le trasladaron en reposeras y sillas al no haber camillas.
El fenómeno, que no se pudo detectar vía radar porque no tiene alcance hasta la zona sino que fue seguido por imagen satelital, se debió a una tormenta aislada de repentino desarrollo, dijo Claudia Campetella, meteoróloga del Servicio Meteorológico Nacional (Argentina).[cita requerida]

### Víctimas[7]
- Agustín Irustía: 17 años. Nativo de San Luis. Hijo del presidente de la Federación Sanluiseña de Vóley, era considerado una promesa del vóley local.
- Nicolás Ellena: 19 años. Oriundo de Nueve de Julio, también jugador de vóley, debutó en Azul Vóley, pero más tarde se instaló en La Plata y pasó a jugar para Universitario.
- Gabriel Rodríguez: 20 años. Nacido en la localidad bonaerense de Henderson, era hijo único de una maestra de ese pueblo de 9.500 habitantes y de un mecánico. Trabajaba en una discoteca.
- Priscila Ochoa: 16 años. Tras una agonía de un día falleció en estado crítico. Prima de Agustín Irustía, integró la selección puntana en los Juegos Binacionales, donde con el conjunto femenino logró el 5.º puesto.

### Heridos[8]
La cifra fue dada a conocer por el intendente Jorge Rodríguez Erneta.
20 heridos fueron tratados en Villa Gesell y uno fue trasladado a Mar del Plata[cita requerida]:
1. Laura Blanco (38)
2. Hernan Vila (34)
3. Germán Salvucci (19)
4. Mariano Barcia (16)
5. Carlos Prestera (51)
6. Magdalena Giudice (14)
7. Mariana García (37)
8. Walter Muñoz (19)
9. Raúl Fernández (31)
10. Alicia Prussi (54)
11. Federico Blanco (15)
12. Franco Arrua (13)
13. Lucía Vila (9)
14. Guillermo Vila (7)
15. Santiago Irustia (9)
16. Joaquín León (7)
17. Salma Ochoa (11)
18. Fabián Ochoa (43)
19. Fabio Irustia (45)

## Reacciones
- El intendente de Villa Gesell, Jorge Rodríguez Erneta destacó la actitud de los médicos y aseguró que la ciudad quedó conmocionada y que algunos heridos pronto recibirían el alta.[9] Decretó tres días de duelo para Gesell.
- El gobernador de Buenos Aires, Daniel Scioli informó que se hará una evaluación profunda de lo ocurrido en Gesell,[10][11] Visitó heridos.
- El gobierno de San Luis decretó tres días de duelo provincial por el deceso de Agustín Irustia y Priscila Ochoa.[12]

## Homenaje
Horas después del incidente, decenas de personas se acercaron a dejar ramos de flores y un sacerdote dio una bendición. Los concesionarios no alquilaron las líneas de carpas afectadas ni la larga fila transversal; y la bandera fue acomodada a media asta y se colocaron flores en honor a las víctimas.
La cancha de vóley donde jugaban las víctimas, ubicada frente al mar no tuvo actividad durante los días siguientes. Mientras que algunos curiosos se acercaban a los puestos de la televisión para escuchar en vivo algunos de los testimonios.